# Heterosexualita

Symbol pro heterosexualitu

Heterosexualita (z řec. heteros, druhý, jiný) je termín označující sexuální chování a sexuální orientaci, projevující se v přitažlivost k osobám opačného pohlaví. Někdy se jí též říká heterosexuální orientace, heterosexuální preference, heterosexuální zaměření nebo heterosexuální založení. V lékařském (psychiatrickém) a sexuologickém významu je převažující nebo výhradní erotická citlivost (reaktivita) vůči osobám opačného pohlaví, která se zpravidla projevuje citovou náklonností, intenzivnějším prožíváním nebo potřebou citově významných vztahů k osobám opačného pohlaví, schopností se do nich zamilovat, obvykle též specificky vyšší genitální reaktivitou nebo touhou po fyzické blízkosti nebo orgasmických aktivitách ve vztahu k nim.
Nejběžnějšími typy heterosexuality jsou ženská androfilie a mužská gynekofilie (gynofilie). Spolu s homosexualitou a bisexualitou je heterosexualita jednou ze tří hlavních sexuálních orientací a současně tou nejrozšířenější.
Leč se v souvislosti s pojmy heterosexualita a homosexualita mluví většinou o lidech, heterosexuální chování bylo pozorováno u všech druhů savců a ostatních zvířat, jelikož má primární význam pro reprodukci.

## Původ a užívání označení pro heterosexualitu
Slovo heterosexuální je hybrid řeckého zájmena heteros (jiný, různý) a latinského podstatného jména sexus (pohlaví), doslova by znamenalo různopohlavní. První známé užití tohoto slova pochází z textu publikovaného anonymně v roce 1869, jehož autorem byl v Rakousku narozený Maďar Karl-Maria Kertbeny. Podle jiných zdrojů je však slovo heterosexualita o deset let mladší než slovo homosexualita a poprvé jej použil (v podobě „die Heterosexualität“) až Gustav Jäger ve spise Die Entdeckung der Seele (1878).

## Biologie a psychologie heterosexuality

### Původ lidské heterosexuality
Na původ sexuální orientace nemá věda vyhraněný názor, obvyklé teorie ale zahrnují komplex vlivů genetiky, hormonů a prostředí a nedívají se na heterosexualitu jako na volbu. Někteří teoretici považující vyhraněnost heterosexuality za výsledek kultury a výchovy (například Sigmund Freud) vychází z předpokladu, že dítě se rodí polymorfně perverzní, tedy bisexuální. Jiní považují heterosexualitu, stejně tak jako homosexualitu a jiné sexuální orientace, za geneticky nebo hormonálně předurčenou už při početí nebo v zárodečném vývoji. Přestože neexistuje jednoznačný konsenzus na tom, co sexuální orientaci formuje, vědecky nejpodporovanější jsou teorie, které říkají, že biologie. Vědecké poznatky o heterosexualitě jsou obvykle dovozovány z výzkumů homosexuality.
Jednoznačně se biochemickou podstatu heterosexuality zatím nepodařilo určit. Za nejpravděpodobnější se považuje nezávislá nebo zřetězená kombinace genetických příčin a hormonálních vlivů v období těhotenství či krátce po narození. Rozhodující část vědců se nicméně shoduje, že heterosexuální orientace je člověku dána ve velmi raném období jeho života a je pak stálá a nezměnitelná.
Ze sociologického hlediska za vznik či původ heterosexuality lze považovat též kulturní proces, v jehož rámci byly homosexuální dispozice vyčleněny z mnoha škál a kombinací lidských vlastností a z integrity společnosti a ohraničeny tak, aby bylo možno rozdělit společnost na menšinu a většinu.

### Rozšíření v lidské populaci
Určit zastoupení heterosexuality v lidské společnosti je velmi složitý úkol. Problémem bývá již metodologické podložení výzkumu. Výzkumy obvykle mohou podchytit výskyt určitých druhů dílčích fyziologických reakcí, chování nebo sebepojetí, které bývají považovány za příznačné pro heterosexualitu, avšak nikoliv její podstatu.
Je třeba nejprve pro potřeby šetření vymezit heterosexualitu (přičemž zpravidla bývá omezena srovnatelnost s výzkumy vycházejícími z jiné definice), je třeba také vzít v potaz nejednoznačný vztah mezi orientací a chováním (přičemž výzkumy mohou zachycovat jen vybrané chování); protože se výzkumy provádí dotazováním náhodného vzorku populace, roli hraje i ožehavost tématu pro dotázané a v neposlední řadě také jejich sebeuvědomění v oblasti sexuální orientace. Heterosexualitu lze obtížně odlišit od pouhého bezproblémového přijetí obvyklého způsobu života. Také osoby bisexuální, nevyhraněné nebo osoby s malou erotickou reaktivitou se obvykle identifikují jako heterosexuální.

### Heterosexualita u rostlin a zvířat
Heterosexualita ani v živočišné říši není zcela stoprocentní, stejnopohlavní párové soužití, genitální aktivity i sexuální orientace byly pozorovány u mnoha druhů zvířat.
Z heterosexuálního schématu se jistým způsobem vymykají organismy hermafroditní nebo rozmnožující se nepohlavně.

## Právní podmínky

### Heterosexualita
Heterosexualita jako taková pravděpodobně nikdy nebyla předmětem právní úpravy.

### Sexuální styk osob opačného pohlaví
V některých státech a společnostech jsou některé formy sexuálního styku mezi osobami opačného pohlaví, například orální nebo anální sex nebo soulož zezadu, trestné. V některých zemích plynou závažné sankce z nemanželského pohlavního styku, zejména je-li v nich účastná vdaná žena. V mnoha zemích je možnost pohlavního styku věkově omezena.
Právní systémy se také liší přípustnou mírou nedobrovolnosti sexuálního styku a přípustností násilí v manželství a ochranou před domácím násilím.

### Svazek nebo soužití osob opačného pohlaví
Ve většině kultur a států má manželství muže a ženy zvláštní status a často požívá zvláštních výsad. Rozdíly bývají v přístupu k různým druhům polygamie, v rozsahu a symetrii práv a povinností vyplývajících z manželství, v hodnocení mimomanželských vztahů osob v manželství. Tradičně bývá za hlavní účel manželství považováno vytvoření rodiny a výchova dětí. Ve společnostech předmoderního rázu však rodiny mají větší význam i v hospodářské a mocenské struktuře společnosti. V moderní době se posiluje úcta k hodnotě autentické a svobodné lásky jako hlavního smyslu svazku.
V některých zemích zmiňuje nebo zavádí právní řád i některé další více či méně oficiální formy vztahu, například vztah druh – družka (Česko) nebo pakt občanské solidarity (Francie).
V zemích západní (euroamerické) právní kultury svazky a soužití osob jakéhokoliv pohlaví spadají pod obecná základní práva a svobody a lze se jich účastnit i bez státní evidence, regulace nebo podpory.